# Tele-Film
Die Tele-Film GmbH war eine in der Filmproduktion tätige Filmgesellschaft mit Sitz in München. Erstmals trat sie 1959 durch eine finanzielle Beteiligung am italienisch-französischen Historienfilm Im Zeichen Roms in Erscheinung. Neben zwei Filmen mit internationaler Besetzung wurden auch drei Schlagerfilme von Franz Marischka produziert. Die Gesamtleitung hatte jeweils Carl Szokoll inne. Die Filmproduktion endete 1961.

## Spielfilme
- 1959: Im Zeichen Roms (Nel segno di Roma)
- 1959: Raubfischer in Hellas
- 1960: Schlagerparade 1960
- 1960: Das Rätsel der grünen Spinne
- 1960: Schlußakkord
- 1961: Schlagerparade 1961